# Келсівілл (Каліфорнія)
Келсівілл (англ. Kelseyville) — переписна місцевість (CDP) в США, в окрузі Лейк штату Каліфорнія. Населення — 3382 особи (2020).

## Географія
Келсівілл розташований за координатами 38°58′13″ пн. ш. 122°49′53″ зх. д. / 38.97028° пн. ш. 122.83139° зх. д. (38.970184, -122.831384).  За даними Бюро перепису населення США в 2010 році переписна місцевість мала площу 7,49 км², з яких 7,47 км² — суходіл та 0,02 км² — водойми.

## Демографія
Згідно з переписом 2010 року, у переписній місцевості мешкали 3353 особи в 1224 домогосподарствах у складі 822 родин. Густота населення становила 448 осіб/км².  Було 1329 помешкань (178/км²).
Расовий склад населення:
| - 66,0 % — білих - 1,5 % — корінних американців - 1,0 % — азіатів - 0,7 % — чорних або афроамериканців - 0,1 % — вихідців з тихоокеанських островів - 26,5 % — осіб інших рас |

До двох чи більше рас належало 4,3 %. Частка іспаномовних становила 39,9 % від усіх жителів.
За віковим діапазоном населення розподілялося таким чином: 26,3 % — особи молодші 18 років, 59,5 % — особи у віці 18—64 років, 14,2 % — особи у віці 65 років та старші. Медіана віку мешканця становила 38,0 року. На 100 осіб жіночої статі у переписній місцевості припадало 101,3 чоловіків;  на 100 жінок у віці від 18 років та старших — 98,2 чоловіків також старших 18 років.
Середній дохід на одне домашнє господарство  становив 49 008 доларів США (медіана — 36 713), а середній дохід на одну сім'ю — 55 541 долар (медіана — 42 297). Медіана доходів становила 40 665 доларів для чоловіків та 30 546 доларів для жінок. За межею бідності перебувало 27,0 % осіб, у тому числі 35,6 % дітей у віці до 18 років та 0,0 % осіб у віці 65 років та старших.
Цивільне працевлаштоване населення становило 1589 осіб. Основні галузі зайнятості: освіта, охорона здоров'я та соціальна допомога — 25,6 %, сільське господарство, лісництво, риболовля — 19,6 %, мистецтво, розваги та відпочинок — 13,6 %, оптова торгівля — 7,8 %.